# Koto Padang (Koto Baru)
Koto Padang is een bestuurslaag in het regentschap Dharmasraya van de provincie West-Sumatra, Indonesië. Koto Padang telt 5144 inwoners (volkstelling 2010).